# 1566
Évszázadok: 15. század – 16. század – 17. század
Évszázadok: 15. század – 16. század – 17. század
Évtizedek: 1510-es évek – 1520-as évek – 1530-as évek – 1540-es évek – 1550-es évek – 1560-as évek – 1570-es évek – 1580-as évek – 1590-es évek – 1600-as évek – 1610-es évek
Évek: 1561 – 1562 – 1563 – 1564 –  1565 – 1566 – 1567 – 1568 – 1569 – 1570 – 1571

## Események

### Határozott dátumú események
- január 7. – V. Piust pápává választják.[1]
- február 2. – A pozsonyi országgyűlés jobbágytelkenként 2 forintot szavaz meg a hadsereg felállítására.[2]
- május 1. – I. Szulejmán élete utolsó, magyarországi hadjáratára indul.[3]
- június 6. – Arszlán budai pasa ostrom alá veszi Palotát. (A vár kapitánya, Thury György sikeresen elhárította a török rohamokat.)[2]
- június 24. – Salm Eckhard győri kapitány Thury Györggyel együtt visszafoglalja Veszprémet, majd Tata alá vonul, s az ottani török őrséget is a vár feladására kényszeríti.[2]
- június 29. – János Zsigmond Zimonyban hódol Szulejmán előtt.[2] Zrinyi Miklós kirohanása

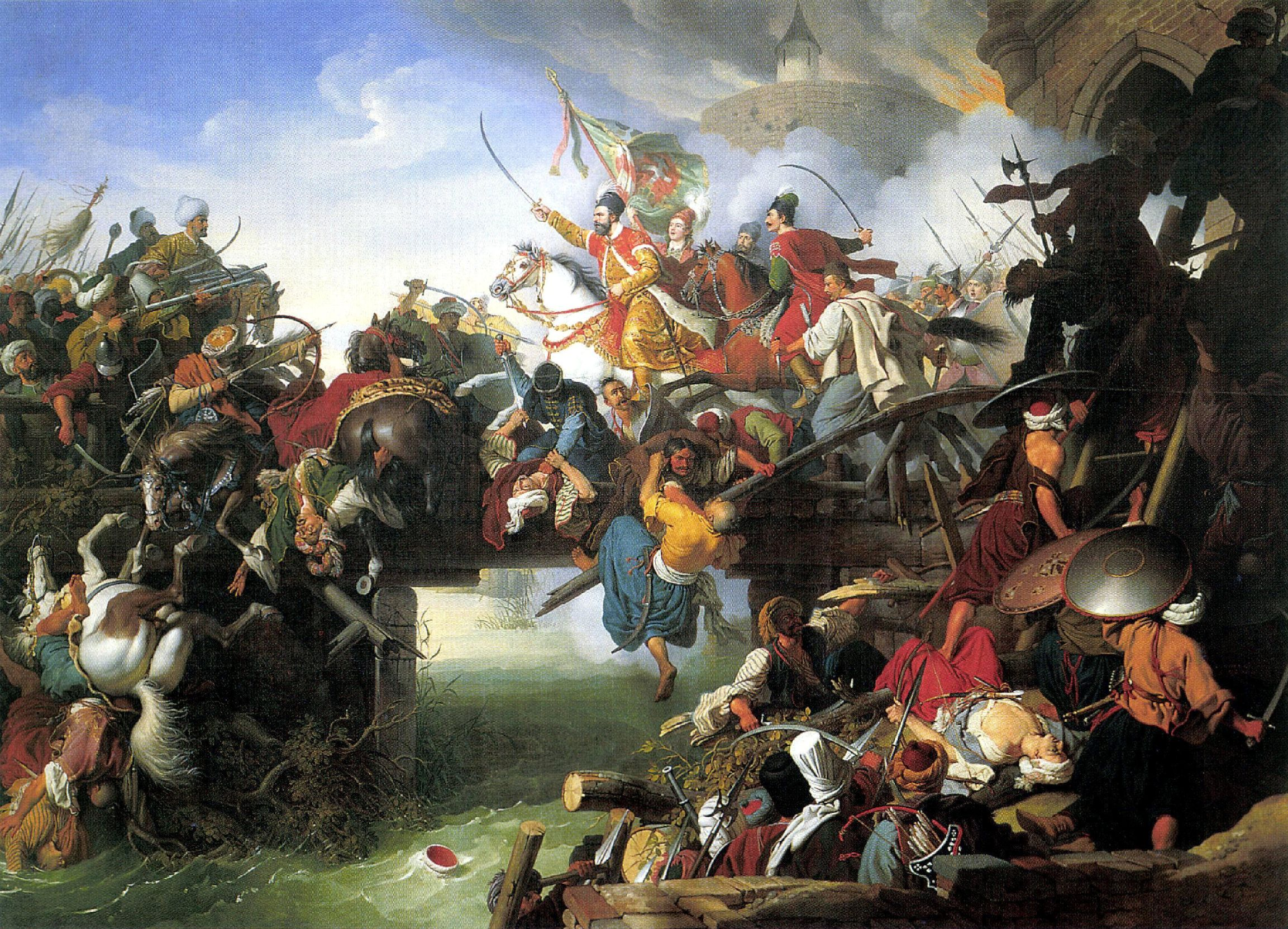
Zrinyi Miklós kirohanása

- július 12. – Pertev pasa másodvezér 30 ezer főnyi serege megkezdi Gyula ostromát, amelyet 2600 főnyi magyar és német őrség élén Kerecsényi László védett.[2]
- augusztus 5. – A szultáni fősereg Szigetvár falai alá érkezik.[4]
- augusztus 6. – A török had hozzáfog Szigetvár ostromához, amelyet Zrínyi Miklós gróf, dunántúli főkapitány véd.
- augusztus 9. – Zrínyi felégeti az Újvárost, az egyharmadra olvadt csapatait pedig az Óvárosba vonja vissza.[2]
- augusztus 19. – Elesik Szigetvár Óvárosa és benne közel 1000 magyar és horvát vitéz.[4]
- augusztus 30. – Három hónapi török ostrom után Kerecsényi László és a gyulai vár többi tisztje szabad elvonulás fejében feladják a várat. A törökök lemészárolták a magukat megadó katonák többségét. Kerecsényit fogságba ejtették, majd Nándorfehérváron kivégezték.[5]
- szeptember 5. – A török aknászok felgyújtják a szigetvári várat.[4] (A szeptember 5-ről 6-ra virradó éjjelen meghalt Szulejmán. Szokoli Mehmed nagyvezír az ostromló sereg előtt eltitkolta a szultán halálát.)[2]
- szeptember 8. – Zrínyi Miklós kirohan vitézeivel a védhetetlenné vált szigetvári várból.[6] (Zrínyi és katonatársai hősi halált halnak.)

### Határozatlan dátumú események
- október – Megkezdődik Málta szigetén Valletta városának építése.
- az év folyamán –
  - V. Piusz pápa kiadja a trienti zsinat szellemében íródott Római katekizmust (Cathechismus Romanus).[7]
  - Török kézre kerül Jenő és Világos.
  - Miksa magyar király visszaveszi a törököktől Tatát és Veszprémet.
  - Megkezdődik a Buda és Pest közötti összeköttetést lehetővé tevő állandó hajóhíd építése.[8]
  - Szokoli Musztafa budai pasa parancsára hozzáfognak Budán a Rudas és a Király fürdő megépítéséhez. (A munkával 1576-ban végeztek.)[8]

## Születések
- január 15. – Philipp Uffenbach német festő és rézmetsző († 1636)
- december 27. – Jeszenszky János magyar származású, nemzetközi hírű orvos († 1621)

## Halálozások
- július 2. – Nostradamus, francia orvos, katolikus misztikus próféta (* 1503)
- szeptember 2. – Taddeo Zuccaro olasz festő (* 1529)
- szeptember 6. – I. Szulejmán, az Oszmán Birodalom tizedik szultánja (* 1494)
- szeptember 8. – Zrínyi Miklós horvát bán, hadvezér (* 1508?)
- november 28. – Batthyány Ferenc egykori horvát bán (* 1497)